# Carlo Gero di Urach
Carlo Gero di Urach (nome completo in tedesco Karl Gero Albrecht Joseph Wilhelm Anton Maria; Lichtenstein, 19 agosto 1899 – Lichtenstein, 15 agosto 1981) è stato principe ereditario di Lituania nel 1918, in quanto figlio di Mindaugas II. Fu il terzo duca di Urach dal 1928 al 1981, come capo dell'omonima dinastia.

## Biografia

### Gioventù e carriera

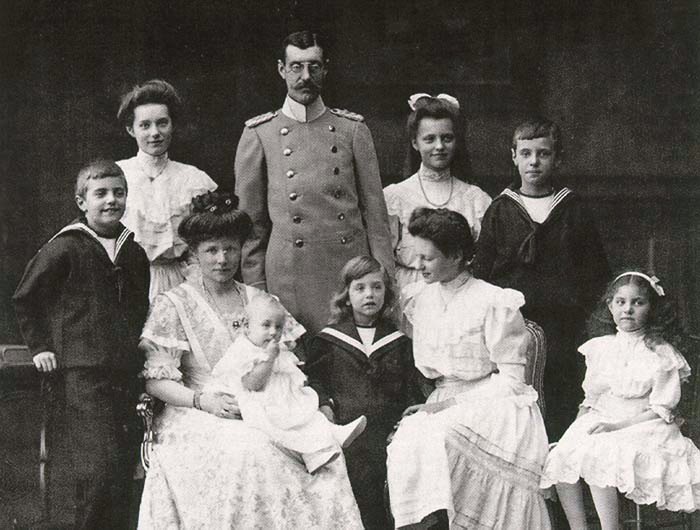
Carlo Gero, in piedi al centro, in un ritratto di famiglia del 1907 circa

Nato nel castello di Lichtenstein, allora parte del Regno di Württemberg, era il quintogenito del duca Guglielmo II e della sua prima moglie, la duchessa Amalia in Baviera. Tramite sua nonna paterna, la principessa Florestina di Monaco, era nella linea di successione al trono del Principato.
Con i suoi fratelli frequentò il Karls-Gymnasium di Stoccarda, dove conseguì il diploma di maturità nel 1917. Subito dopo prese parte alla prima guerra mondiale nel ruolo di Leutnant, restando gravemente ferito nel 1918, anno in cui fu insignito della Medaglia d'oro al merito militare. Nel 1919 lasciò l'esercito e in seguito lavorò come muratore e carpentiere edile. Portati a termine gli studi di architettura, divenne architetto e ingegnere a Monaco di Baviera. Tra gli edifici da lui progettati troviamo la Fürst-Erich-Kapelle ad Aitrach del 1953, volta a commemorare il cognato Erich von Waldburg-Zeil.
Il 4 giugno 1918 venne offerta la corona del regno di Lituania a suo padre, che accettò diventando re con il nome di Mindaugas
II e facendo di Carlo Gero l'unico principe editario di Lituania del XX secolo. Perse questo titolo quando il padre venne deposto, poiché il parlamento lituano non ritenne più opportuno avere un sovrano germanico, in seguito alla sconfitta dell'Impero tedesco nella prima guerra mondiale.

### Dopo la prima guerra mondiale
Nel 1928, anno della morte del padre, il fratello maggiore Guglielmo rinunciò ai suoi diritti di successione per stringere un matrimonio morganatico. Di conseguenza Carlo Gero divenne duca di Urach.
Nel 1935 entrò nella Wehrmacht come capitano e nel 1940 venne elevato al grado di maggiore. All'inizio lavorò nel distretto militare di Tubinga, poi in quello di Ulma con delega all'assistenza sociale dal 1938 al 1945.
Sposò il 20 giugno 1940 la contessa Gabriele von Waldburg zu Zeil und Trauchburg (1910-2005) nel di lei castello a Zeil. Poiché il matrimonio rimase senza figli, alla sua morte i titoli furono ereditati dal nipote Carlo Anselmo, figlio di suo fratello Eberardo.

### Ultimi anni
Dopo la fine del secondo conflitto mondiale fu impegnato nella riparazione del suo castello di nascita, danneggiato dalla guerra. Vi organizzò anche visite guidate e fu un appassionato alpinista e pittore. Mori nel 1981, pochi giorni prima di compiere 82 anni. Venne sepolto a Engstingen.

## Ascendenza
|                                  |                                       |                                             | Genitori                                      |  |  | Nonni |  |  | Bisnonni                      |  |  | Trisnonni                                |  |
|                                  |                                       |                                             |                                               |  |  |       |  |  | duca Guglielmo di Württemberg |  |  | Federico II Eugenio, duca di Württemberg |  |
|                                  |                                       |                                             |                                               |  |  |       |  |  | duca Guglielmo di Württemberg |  |  | Federico II Eugenio, duca di Württemberg |  |
|                                  |                                       | Federica Dorotea di Brandeburgo-Schwedt     |                                               |  |  |       |  |  | duca Guglielmo di Württemberg |  |  |                                          |  |
| Guglielmo, I duca di Urach       |                                       |                                             |                                               |  |  |       |  |  | duca Guglielmo di Württemberg |  |  |                                          |  |
|                                  |                                       | baronessa Guglielmina di Tunderfeldt-Rhodis | Karl-August Rhodis, barone di Thunderfeldt    |  |  |       |  |  |                               |  |  |                                          |  |
|                                  |                                       | baronessa Guglielmina di Tunderfeldt-Rhodis | Karl-August Rhodis, barone di Thunderfeldt    |  |  |       |  |  |                               |  |  |                                          |  |
|                                  |                                       | baronessa Guglielmina di Tunderfeldt-Rhodis | baronessa Teresa Schilling von Canstatt       |  |  |       |  |  |                               |  |  |                                          |  |
| Mindaugas II di Lituania         |                                       | baronessa Guglielmina di Tunderfeldt-Rhodis |                                               |  |  |       |  |  |                               |  |  |                                          |  |
|                                  |                                       | Florestano I, principe di Monaco            | Onorato IV, principe di Monaco                |  |  |       |  |  |                               |  |  |                                          |  |
|                                  |                                       | Florestano I, principe di Monaco            | Onorato IV, principe di Monaco                |  |  |       |  |  |                               |  |  |                                          |  |
|                                  |                                       | Florestano I, principe di Monaco            | Louise d'Aumont                               |  |  |       |  |  |                               |  |  |                                          |  |
| principessa Florestina di Monaco |                                       | Florestano I, principe di Monaco            |                                               |  |  |       |  |  |                               |  |  |                                          |  |
|                                  |                                       | Maria Carolina Gibert de Lametz             | Charles-Thomas Gibert de Lametz               |  |  |       |  |  |                               |  |  |                                          |  |
|                                  |                                       | Maria Carolina Gibert de Lametz             | Charles-Thomas Gibert de Lametz               |  |  |       |  |  |                               |  |  |                                          |  |
|                                  |                                       | Maria Carolina Gibert de Lametz             | Marie-Françoise Le Gras de Vaubercey          |  |  |       |  |  |                               |  |  |                                          |  |
| Carlo Gero, duca di Urach        |                                       | Maria Carolina Gibert de Lametz             |                                               |  |  |       |  |  |                               |  |  |                                          |  |
|                                  | duca Massimiliano Giuseppe in Baviera | duca Pio Augusto in Baviera                 |                                               |  |  |       |  |  |                               |  |  |                                          |  |
|                                  | duca Massimiliano Giuseppe in Baviera | duca Pio Augusto in Baviera                 |                                               |  |  |       |  |  |                               |  |  |                                          |  |
|                                  | duca Massimiliano Giuseppe in Baviera | principessa Amalia Luisa di Arenberg        |                                               |  |  |       |  |  |                               |  |  |                                          |  |
| duca Carlo Teodoro in Baviera    | duca Massimiliano Giuseppe in Baviera |                                             |                                               |  |  |       |  |  |                               |  |  |                                          |  |
|                                  |                                       | principessa Ludovica di Baviera             | Massimiliano I Giuseppe di Baviera            |  |  |       |  |  |                               |  |  |                                          |  |
|                                  |                                       | principessa Ludovica di Baviera             | Massimiliano I Giuseppe di Baviera            |  |  |       |  |  |                               |  |  |                                          |  |
|                                  |                                       | principessa Ludovica di Baviera             | Carolina di Baden                             |  |  |       |  |  |                               |  |  |                                          |  |
| duchessa Amalia in Baviera       |                                       | principessa Ludovica di Baviera             |                                               |  |  |       |  |  |                               |  |  |                                          |  |
|                                  |                                       | Giovanni di Sassonia                        | Massimiliano, principe ereditario di Sassonia |  |  |       |  |  |                               |  |  |                                          |  |
|                                  |                                       | Giovanni di Sassonia                        | Massimiliano, principe ereditario di Sassonia |  |  |       |  |  |                               |  |  |                                          |  |
|                                  |                                       | Giovanni di Sassonia                        | principessa Carolina di Parma                 |  |  |       |  |  |                               |  |  |                                          |  |
| principessa Sofia di Sassonia    |                                       | Giovanni di Sassonia                        |                                               |  |  |       |  |  |                               |  |  |                                          |  |
|                                  |                                       | principessa Amalia Augusta di Baviera       | Massimiliano I Giuseppe di Baviera            |  |  |       |  |  |                               |  |  |                                          |  |
|                                  |                                       | principessa Amalia Augusta di Baviera       | Massimiliano I Giuseppe di Baviera            |  |  |       |  |  |                               |  |  |                                          |  |
|                                  |                                       | principessa Amalia Augusta di Baviera       | Carolina di Baden                             |  |  |       |  |  |                               |  |  |                                          |  |
|                                  |                                       | principessa Amalia Augusta di Baviera       |                                               |  |  |       |  |  |                               |  |  |                                          |  |